# 拉德維利什基斯
拉德維利什基斯是立陶宛希奧利艾縣的城市，位於該國北部，距離希奧利艾21公里，海拔高度117米，面積17.32平方公里，2011年人口18,436。

## 外部連結
- Official website （页面存档备份，存于）
- Feasibility and EIA study for Radviliskis WWTP